# Letteratura greca arcaica
Con l'espressione letteratura greca arcaica ci si riferisce convenzionalmente a un periodo della produzione letteraria nell'antica Grecia o nelle sue colonie che va dall'inizio dell'VIII all'inizio del VI secolo a.C., scritta in greco antico.

## Le origini

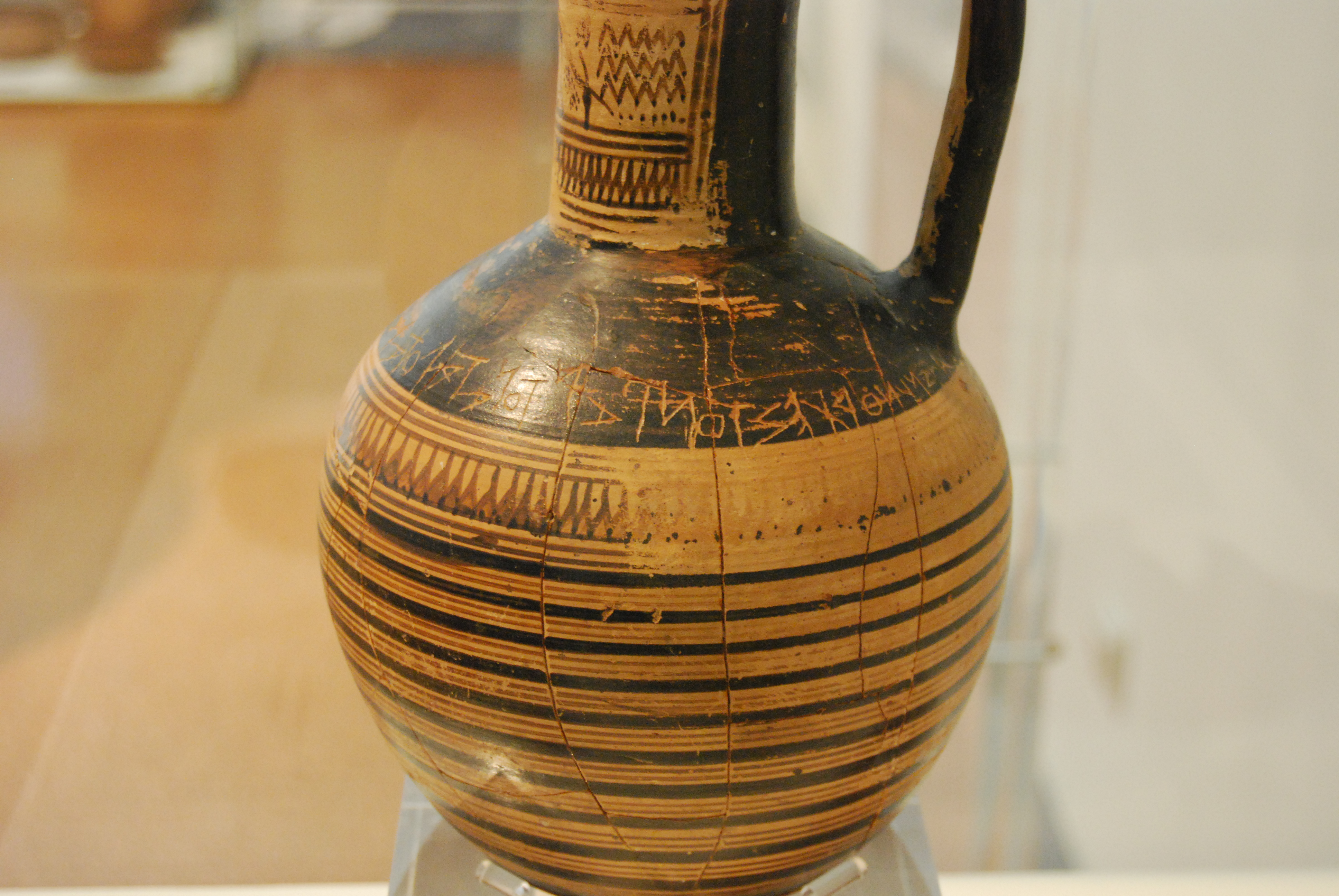
Oinochoe, Tardo Geometrico I, 740 a.C., proveniente dalla necropoli del Dipylon, (Atene NM 192).

L'inizio tradizionale della storia greca avviene intorno al 2800-2100 a.C. (età del Bronzo), molto dopo la reale nascita della civiltà greca, datata all'età della Pietra intorno all'VIII-IV millennio a.C. La civiltà più antica, quella minoica, nasce intorno al 2700-1450 a.C., mentre la prima certamente greca è quella micenea. Nel 1100 a.C. avviene l'invasione dorica, una popolazione di provenienza sconosciuta ma di certe origini greche; segue il medioevo ellenico, che termina con l'importazione dell'alfabeto alla metà dell'VIII secolo a.C. In corrispondenza di ciò avviene un forte incremento demografico ed una colonizzazione delle coste dell'Asia Minore: questo comporta la nascita delle prime polis, nonché delle prime legislazioni scritte, come fa Licurgo a Sparta.
Con le invasioni doriche si ha un regresso nella scrittura, durante tutto il medioevo ellenico: dai primi elementi di scrittura sillabica del Lineare B, individuati dall'architetto inglese Michael Ventris nel 1952, datati al II millennio a.C., si arriva ai primi esempi di scrittura a dopo il 750 a.C., come la Coppa di Nestore o l'oinochoe proveniente dal Dipylon (ora ad Atene, NM 192). L'invenzione dell'alfabeto, dovuta per lo più all'introduzione delle vocali fenice, risale mitologicamente a Cadmo, fondatore di Tebe, che le introdusse in Beozia, la sua terra. Ma prima di Omero sono attestate diverse composizioni: λίνος (canti in onore di Lino, come lamento), ὑμέναιος (canto nuziale, anche imeneo), παιήων (discorso celebrativo, peana), θρῆνος (canto funebre, treno). Anche Cicerone afferma che "fuerunt ante Homerum poetae".

### Omero

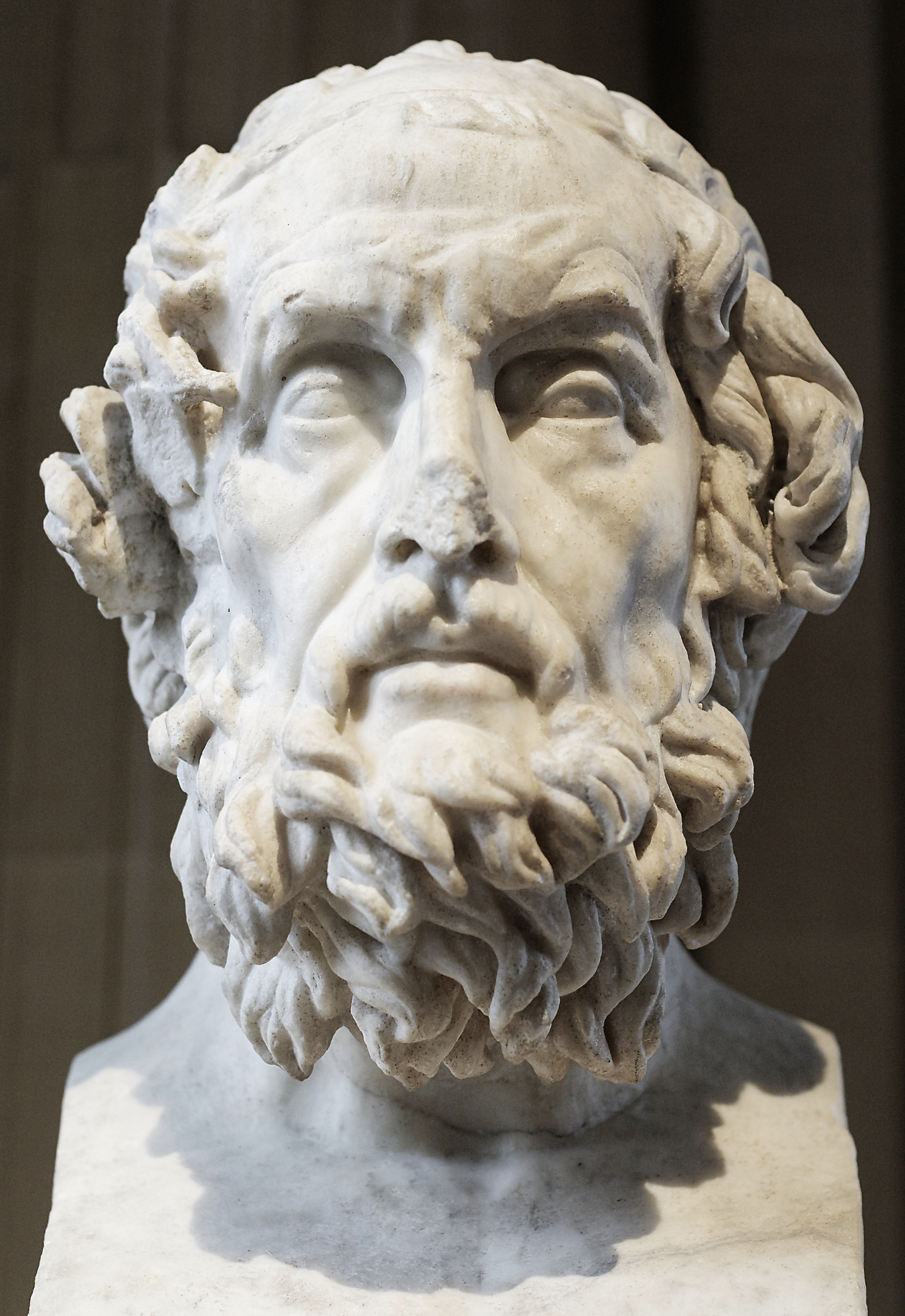
Homer Caetani, copia romana (II secolo a.C.), Parigi, Louvre.

Come riferisce Giambattista Vico, Omero è il simbolo dell'attività letteraria di un'intera cultura. È ormai certo che le sue opere siano prima state composte oralmente, poi pubblicate in maniera aurale (per recitazione), ed infine sarebbe avvenuta la trasmissione orale e poi scritta. I suoi sono libri di cultura, cioè ne rispecchiano le componenti religiose, civili, belliche, sociali. Indicazioni bibliografiche ci sono state trasmesse dalle Vite, prima del testo letterario, il De vita et poesi Homeri dello Pseudo-Plutarco, una voce nel lessico bizantino Suda, nonché un'altra citazione nelle Storie di Erodoto. È considerato tradizionalmente cieco, poiché il poeta è sempre veggente, e vede con l'occhio interiore. Le sue due grandi opere sono l'Iliade (secondo il Trattato del Sublime, l'opera della giovinezza), sugli eventi degli ultimi giorni del decimo anno della guerra di Troia, e l'Odissea (l'opera della vecchiaia, sempre secondo il Sublime), un νόστος, il ritorno in patria lungo dieci anni, con una struttura narrativa molto complessa (Odisseo è infatti il narratore di sé stesso).
Se la prima opera analizza la guerra in tutti i suoi aspetti, la seconda conferisce particolare importanza ai motivi geografici. È presente un forte antropomorfismo, una rappresentazione delle divinità con tratti totalmente umani. E. R. Dodds, nell'opera "I Greci e l'irrazionale",  identifica una forte aggressività guerriera, motivata dalla difesa dell'onore, esempio della cultura della vergogna, quale sarebbe quella greca (poi, interiorizzata, in cultura della colpa). La lingua utilizzata, composta prevalentemente da dialetto ionico ed eolico, è definita omerica per la particolarità del linguaggio, con uno stile molto semplice e lineare funzionale alle attese del destinatario. In tutta l'opera prevale l'esametro, e la presenza assoluta di due leggi ritmiche: il divieto di esatta divisione in due del verso (divieto di pausa dopo il terzo dattilo) e il ponte di Hermann (divieto di pausa dopo la prima breve del quarto dattilo): tutto ciò evidenzia una cronologia del verso certamente precedente all'VIII secolo a.C. La questione omerica nasce con i Chorizontes Xenone ed Ellanico nel III secolo a.C., quando ipotizzano due differenti autori per le opere omeriche: nel VI secolo a.C. Pisistrato aveva unito in unico corpus i canti epici di Omero, aggiungendone alcune parti, in occasione della festa ateniese delle Panatenee. Sulla redazione dell'opera la prima ipotesi è del 1664, con D'Aubignac e il suo Conjectures académiques ou dissertation sur l'Iliade, cui seguono Vico con Della discoverta del vero Omero (1774), Wood e il suo Essay on the original genius of Homer (1769) e pochi anni dopo, nel 1795, Wolf con i Prolegomena ad Homerum, tutte sull'ipotesi di una tradizione orale precedente alla redazione omerica.
Le due ideologie principali vedono contrapposti gli analitici e gli unitari: i primi credono ad una redazione differente, come la teoria del nucleo (Hermann), la teoria dei canti singoli (Lachmann), la teoria della compilazione (Kirchoff), mentre i secondi vedono negli espedienti compositivi e nei richiami a distanza un unico autore, forse Omero. Oggi si crede che vi sia unità, ma non in senso moderno. Fra gli elementi più importanti, i cosiddetti versi formulari identificati da Milman Parry nel 1928 (si veda la voce Teoria dell'oralità), e soprattutto quelle incongruenze narrative, gli scandali analitici, come il personaggio di Pylaiménes, che muore e risorge, e l'episodio del nono libro dell'Iliade, in cui l'ambasceria di Agamennone per Achille, che vede protagonisti Fenice, Odisseo ed Aiace, parla in modo duale.

### Esiodo

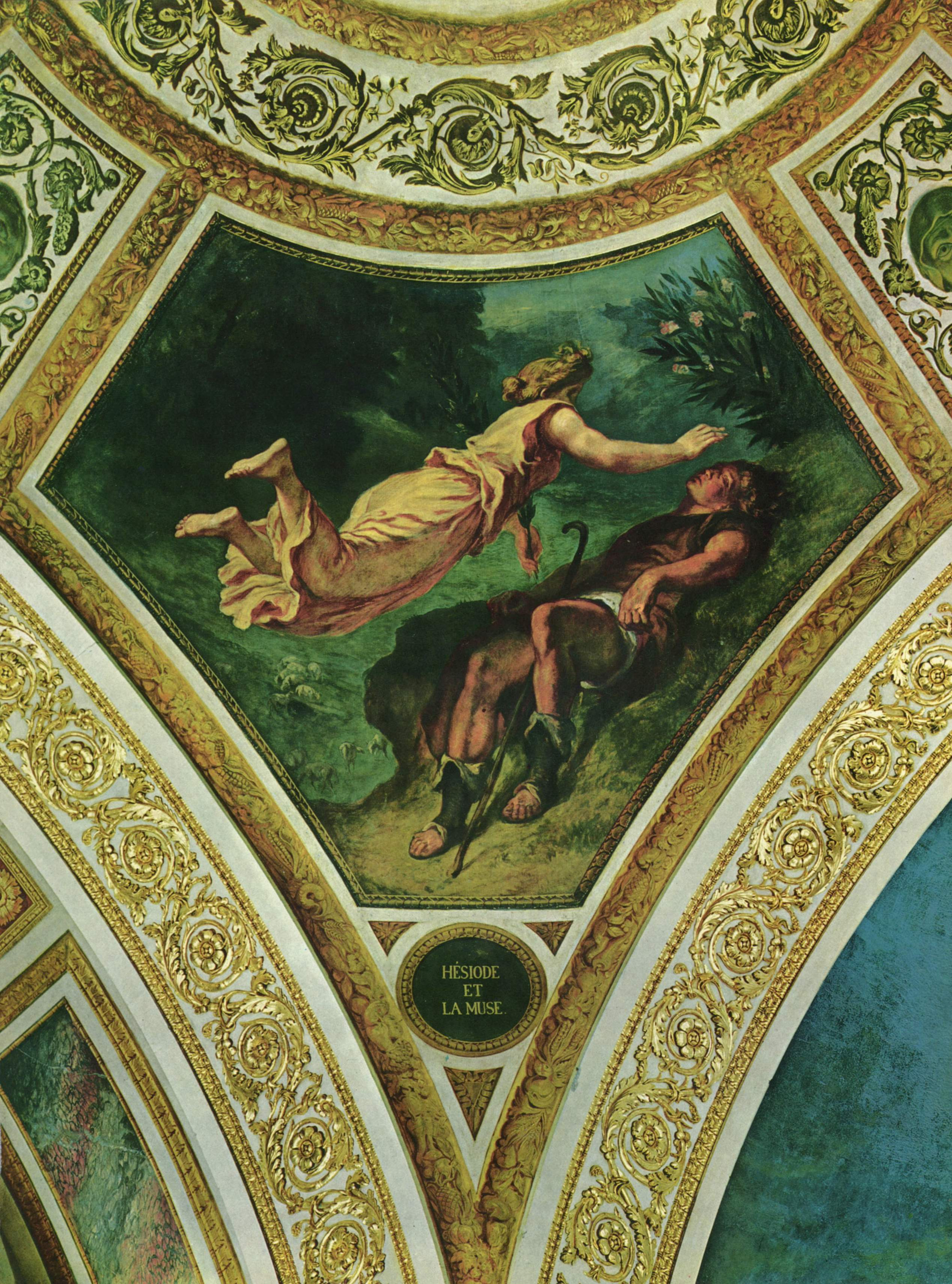
Esiodo e la Musa, Eugène Delacroix (XIX secolo), Parigi, Palazzo Borbone.

Esiodo è il primo individuo storico, cioè ci parla di sé all'interno delle proprie opere con una forte autoidentificazione. Sappiamo che col padre parte da Cuma, in Asia Minore, per giungere via mare ad Ascra, in Beozia; altre fonti ci dicono che non fece mai alcun viaggio per mare, e quindi è possibile che sia nato nella stessa città. Il poeta è comunque collocabile al principio del VII secolo a.C. Il suo unico viaggio di cui si avrebbe conferma è ad Eubea, in Calcide, in occasione di giochi funebri in onore di Anfidamante. La "Teogonia" è un'opera d'argomento religioso, ma in maniera differente dalla concezione moderna: l'autore non intende spiegare nulla, ma considera gli dei come una realtà di fatto. La tradizione teogonica è diversa da quella di Omero, ma è dello stesso tipo, segno di una chiara valenza panellenica. Altro elemento fondamentale è l'investitura personale delle Muse: nell'opera risaltano il dato biografico e soprattutto la dichiarazione poetica. Opera non molto unitaria, poiché segue una concezione personale, è "Le opere e i giorni", che si dilunga su due grandi argomenti: la giustizia e il lavoro.
Tratta materia umile con il verso tipico dell'epos, l'esametro: si tratta infatti di un'opera epica, non di un poema didascalico. Inoltre il patrimonio proverbiale è molto folto. La mancanza di oralità (a differenza del caso omerico) è dovuta innanzitutto all'aspetto cronologico (la scrittura doveva essere già presente), e poi ad una tradizione omerica ormai pervenuta. L'unità su cui si dibatte è messa in discussione dalle sezioni alternative, veri e propri doppi utilizzati dagli aedi durante le narrazioni. Altre opere minori, di dubbia attribuzione, sono il Catalogo delle donne, una storia dell'umanità sulle figure femminili, legato nella narrazione al termine della Teogonia, e Lo scudo di Eracle, sulla vicenda di Alcmena ed Eracle. Altri scritti vengono oggi considerati apocrifi (Precetti di Chitone, Astronomia, Aigìmios, Melampodia, Discesa all'Ade di Pirìtoo, Nozze di Ceìce). Allo stato attuale degli studi la critica letteraria tende ad un'interpretazione unitaria dei testi, ossia una redazione finale completa, ma con una lunga tradizione precedente orale.

## La lirica
La lirica riguarda tutta la poesia non epica: gli antichi ne distinguono il giambo (per l'uso del metro giambico), l'elegia (per l'uso dei distici elegiaci) e la melica (cantata). La lirica si suddivide inoltre in base al pubblico e all'occasione: corale per feste religiose ed agoni ginnici, monodica per solisti, soprattutto durante i simposi. Il simposio è il luogo politico in cui s'incontrano gli appartenenti ad un'eteria: è il momento in cui il pasto diventa una celebrazione formalizzata. Ma bisogna ricordare che tutta la poesia antica è d'occasione. Modi di resa della parola erano il parlato (poesia, dialogo nel dramma), il recitativo (epos, elegia, giambo) ed il canto (lirica monodica, dramma). I principali strumenti musicali erano a corda (phorminx per l'epos, kithàra, lyra, bárbiton per i simposi), a fiato (aúlos, sálpinx per scopi militari) e a percussione (týmpana, kýmbala).
Gli antichi avevano una sensibilità maggiore al contesto musicale: tanto è vero che questa era controllata giuridicamente. Oltre ai celebri autori di Lesbo, si ricorda Terpandro, a cui si deve l'introduzione della lira moderna a sette corde, il canto per occasioni conviviali in metro lirico, nonché l'invenzione dello scolio simposiale e del bárbiton, strumento per eccellenza del simposio. Altro personaggio è Arione, vissuto alla corte del tiranno Periandro, che introdusse il coro dei satiri, nonché grandi innovazioni nel ditirambo.

### Poeti giambici (VII-VI secolo a.C.)
La poesia giambica era un tipo di poesia simposiale della Grecia arcaica nata intorno al VII secolo a.C., caratterizzata da turpiloquio, invettiva, osceno e ridicolo. Prende il suo nome dal metro che la caratterizza, il giambo appunto, caratterizzato da ritmo ascendente e rapido. L'inventore di questo genere di poesia è ritenuto unanimemente Archiloco di Paro, e i suoi maggiori esponenti sono Ipponatte di Efeso e Semonide.
Comunemente i giambi erano caratterizzati da argomenti e toni realistici e come detto il tratto specifico era l'attacco personale, l'irrisione, la derisione, l'invettiva. Essa tuttavia non è da vedere come un genere di poesia negativa, in quanto criticando certe cose, esorta a fare l'opposto. La poesia giambica si recitava in parakataloghè, la voce narrante era cioè accompagnata da uno strumento a corda o a fiato, senza arrivare al canto spiegato vero e proprio.

#### Archiloco
Archiloco nacque nell'isola di Paro nelle Cicladi, da un nobile, Telesicle, e da una schiava tracia di nome Enipò (tuttavia il nome potrebbe essere fittizio, nato da un'assonanza con il sostantivo greco enipè, ingiuria, e dunque riconducibile alla sua attività di poeta giambico).
La famiglia era legata al culto di Demetra: non solo Paro è ricordata come importante centro del culto demetriaco già nell'inno omerico A Demetra, ma Pausania nel descrivere la Lesche degli Cnidi, a Delfi, ricorda che in essa Polignoto di Taso (V secolo a.C.) vi aveva raffigurato accanto alla Sacerdotessa Cleobea, di cui si dice che abbia introdotto a Taso il culto di Demetra, anche Tellis, di cui si narrava che Archiloco fosse discendente (cfr. Pausania, 10, 28, 3).
Archiloco visse probabilmente nel periodo che va dal 680 a.C. al 645 a.C. in quanto in una sua opera viene menzionata l'eclissi di sole del 6 aprile 648 a.C., che sconvolse gli abitanti dell'Egeo e alla quale egli assistette mentre si trovava a Taso, una colonia dei Pari. Nella seconda metà dell'VIII secolo a.C., durante il grande movimento di colonizzazione ellenica, i Pari colonizzarono a nord l'isola di Taso, ma dovettero sostenere lunghe lotte contro i barbari del continente e contro le colonie delle città rivali tra cui la vicina Nasso. Archiloco, figlio del fondatore della colonia tasia, combatté in tali guerre e ne cantò le vicende.
Irrequieto nell'indole, trascorse buona parte della sua vita in mare. In una sua famosa elegia si mostra rattristato per la perdita del cognato morto in mare in un naufragio. Sua è la prima raffigurazione allegorica della battaglia come di una "paurosa tempesta". Archiloco condusse un'esistenza segnata da ogni tipo di stento, non perché fosse vero ma solo per compiangersi. Invitava tutti a lasciare Paro e a trattenerlo nella vicina Nasso non bastò né il dolce vino né il suo vitto peschereccio. Giunse a Scarpanto e a Creta; verso nord visitò l'Eubea, Lesbo, il Ponto.
Come detto, Archiloco si guadagnò da vivere facendo il soldato mercenario, cosa che afferma egli stesso nelle sue poesie. La tradizione vuole che perse la vita in combattimento, ucciso da un certo Calonda, mentre combatteva per la sua patria contro Nasso.

#### Semonide di Amorgo
Semonide visse nella prima metà del VII secolo a.C. a Samo. Faceva parte della nobiltà samia, tanto che partecipò come ἡγεμών, condottiero, nella spedizione per fondare la colonia greca di Amorgo: da qui il nome Semonide Amorgino. Di lui possediamo pochi frammenti, che riguardano riflessioni sulla vita degli uomini, oppure sul catalogo delle donne.
Il primo argomento è proprio una considerazione su come debba essere condotta la vita dagli uomini: egli dice che secondo lui la vita non è altro che una serie di sofferenze, che si concluderanno con la morte. Pertanto critica gli uomini che si affannano alla ricerca di vane gioie, e proprio quando egli si propone di consigliare una giusta condotta di vita, il frammento si interrompe, lasciando il dubbio sul pensiero del poeta.
Il secondo è uno ψόγος γυναικῶν (in greco biasimo delle donne): egli elenca una serie di dieci categorie di donne, tutte con caratteristiche dannose alla vita dell'uomo (la donna scrofa, la donna asino ecc.) poiché le prendono dall'animale del quale portano il nome. Solo una però è la donna adatta ad ogni uomo: la donna ape, fedele e laboriosa. Questo catalogo delle donne ed anche il loro biasimo era già presente in Esiodo, che aveva narrato il mito di Pandora, (ed anche scritto appunto un Catalogo delle donne che si erano unite a dèi generando semidei e viceversa). Tutto ciò viene ripreso da Semonide con toni più decisi, e anche con l'utilizzo del dialetto ionico quotidiano.

#### Ipponatte
Ipponatte nacque ad Efeso nella seconda metà del VI secolo a.C. da una famiglia aristocratica, come possiamo ricavare dai suoi testi e dal suo nome, che in greco significa "signore di cavalli" (l'allevamento di cavalli era praticato solo dai nobili). Proprio per la sua appartenenza al ceto nobiliare fu esiliato dai tiranni Atenàgora e Coma e visse a Clazomene. Ebbe inoltre dei forti contrasti con due scultori, Bùpalo e Atènide, forse perché lo avevano rappresentato con caricature ridicole. A questi rivolse allora dei violentissimi giambi, che, secondo la tradizione, li avrebbero spinti al suicidio per la vergogna. La critica all'inizio individuava in Ipponatte una persona spregevole, frequentatore di ladri e prostitute, a causa dei suoi testi, ricchi di questi elementi. Però attualmente si è riconosciuto al poeta efesino una grande raffinatezza nel parodiare i proemi dell'Iliade e dell'Odissea, ma anche nel citare inni religiosi, facendo così cadere l'ipotesi di un poeta non aristocratico e malfamato.
Il suo pubblico era quello delle eterie del simposio, e a lui si attribuisce l'invenzione del trimetro giambico scazonte, o zoppicante. Egli infatti ruppe il ritmo troppo armonioso che riteneva adatto agli elogi e non alla poesia scòptica, cioè irrisoria. Anch'egli, come Semonide usa lo ionico quotidiano. Tra gli dèi più citati nei suoi versi troviamo il dio Hermes, definito Μαιαδεύς, figlioletto di Maia, citando appunto l'inno religioso a lui dedicato.

### Elegia arcaica (VII-VI secolo a.C.)
Essa nasce presumibilmente in Ionia intorno all'VIII secolo a.C., infatti come per l'epica i suoi frammenti più arcaici databili intorno al VII secolo a.C. presentano una forma già raffinata. L'elegia greca si qualifica come il prodotto poetico di una classe nobiliare o aristocratica, nell'ambito del simposio, che nel VII secolo a.C. aveva una enorme importanza politica e sociale, implicando sia il confronto tra gli uguali che quello tra ospitanti e ospitati.
Certamente il contesto in cui l'elegia si sviluppa presuppone;
1. una stretta connessione con l'esecuzione orale, e dunque un costante riuso e comunicazione mnemonica e agonale,
2. il contesto del simposio, luogo di incontro aristocratico, privato e non legato ad esigenze di ritualità sacrale. In esso la componente di intrattenimento e di comunicazione impegnata erano inestricabilmente legate. Si aggiunga che l'elegia è dunque costantemente poesia d'occasione, connotata dunque dalle circostanze in cui viene recitata.

La natura dattilica dei suoi versi la connette direttamente alla poesia epica, ma gli argomenti cantati sono in realtà molto diversificati: esortazioni e ammonimenti nell'elegia guerriera di Callino e Tirteo, temi amorosi in Mimnermo, accenti sentenziosi e morali in Teognide, temi politici in Solone, temi civili in Semonide.
La presenza di temi guerreschi e politici destinati a una collettività ha sollevato il dubbio che l'elegia potesse essere connessa ad un contesto esecutivo diverso dal simposio. A Sparta è documentata la tradizione arcaica di recitazioni agonali di elegie di Tirteo nei συσσίτια (sissizi) o presso la tenda dei re durante le campagne belliche.

#### Callino di Efeso
Callino nacque ad Efeso all'inizio del VII secolo a.C.; probabilmente poetò un po' anteriormente rispetto ad Archiloco, giacché lo storico Stobeo afferma che Callino conobbe Magnesia ricca e fiorente mentre Archiloco la conobbe in degrado. Visse in un periodo molto difficile poiché la sua città dovette affrontare le invasioni di popoli barbari quali i Cimmeri e i Treri; proprio contro di loro il poeta esorta i giovani a combattere.
Egli ritiene che il vero valore per un guerriero sia quello di combattere per la propria patria, per la famiglia e per i figli: il protagonista dei suoi frammenti non è un singolo eroe in cerca di gloria e onore, bensì un intero popolo guidato da istinti patriottici. Callino si rivolge principalmente ai giovani, invogliandoli a combattere e a difendere la propria città; egli infatti ritiene che i giovani non siano a conoscenza di ciò che accade realmente, sono convinti di vivere in pace mentre è la guerra che la fa da padrona. Callino mutua da Omero il registro linguistico, ma le sue opere hanno un contenuto differente.

#### Tirteo
Visse probabilmente intorno al VII secolo a.C. Si suppone che avesse origini spartane o quanto meno laconiche.
L'opera: dei suoi scritti, ordinati dagli alessandrini in cinque libri, sono conservate per tradizione indiretta, alcune ampie elegie "parenetiche" cioè di esortazione alla gloria guerresca e frammenti di un'elegia dedicata alla Eunomìa (il Buongoverno) nella quale si celebra la costituzione attribuita al leggendario Licurgo. Perduti sono andati i cosiddetti canti di marcia, grazie ai quali gli opliti spartani giungevano con una formazione compatta di fronte al nemico. Tirteo divenne l'unico autentico interprete del sistema culturale e ideologico spartano. Nel caso di Tirteo il simposio non ha la caratteristica di essere un uditorio ristretto, bensì composto in realtà dagli stessi commilitoni riuniti nella celebrazione del banchetto collettivo.
Stile: provando ad attribuire l origine di Tirteo non a Sparta ma ad Atene o a Mileto, gli antichi intendevano spiegare le ragioni del dialetto epico-ionico nel quale furono redatte le elegie ma nel quale è difficile fossero state originariamente composte, in quanto destinate ad un uditorio spartano e quindi in lingua dorica. Secondo lo studioso Bruno Gentili un'ipotesi va ricercata nella possibilità che le varie elegie ben diffuse in Attica, si siano ionizzate linguisticamente nel corso del tempo. Altri che sostengono invece l'iniziale forma ionica portano come spiegazione la possibile presenza di una sorta di "koinè" ereditata dalla precedente età micenea e successivamente tramandata dal repertorio formulare omerico.

#### Solone
Solone (640-560 a.C.) era un aristocratico ateniese. Fu nominato arconte nel 594 a.C. con l'incarico specifico di pacificare la città. Solone sul piano sociale aboli le ipoteche sui terreni (grazie alla "seisàcteia" ovvero sgravio dei pesi) e la schiavitù per debiti.
Inoltre Solone attuò sul piano politico-istituzionale una divisione della popolazione in 4 classi in base al reddito posseduto.
-la prima classe era costituita dai pentacosiomedismi (coloro che avevano un reddito annuo di 500 medimni di cereali 0 500 metremi di olio) che raggruppava la grande aristocrazia.
-la seconda classe era quella dei cavalieri (300 medimni) ovvero coloro che erano in grado di sfamare un cavallo e far parte della cavalleria; questa classe raggruppava la media aristocrazia e i ricchi commercianti.
-la terza classe era quella degli zeugiti, piccoli proprietari terrieri che avevano una reddita annua di 200 medimni, utile per allevare una coppia di buoi (zeugos=coppia di buoi aggiogata)
-la quarta classe era quella dei teti che, con una reddita di meno di 200 medimni, lavoravano come braccianti o "operai".
Inoltre questa riforma prevedeva anche la partecipazione dei teti all'ecclesia, l'assemblea popolare aperta ai cittadini maggiorenni. I cittadini maggiori di 30 anni invece potevano accedere all'eliea, tribunale popolare che poteva fare ricorso contro le decisioni dei magistrati.
Grazie alla riforma di Solone si poté avere per la prima volta un dialogo reale tra aristocrazia e demos.
Oltre che ad abile uomo politico Solone fu anche un letterato ed un poeta.

#### Mimnermo
Scarse sono le notizie sulla vita di Mimnermo. Dal lessico bizantino Suida è detto nativo di Colofone o di Smirne, due città della costa ionica dell'Asia Minore. Poeta di elegie secondo la tradizione alessandrina fu considerato un esperto di tale genere letterario. Il suo stato sociale parrebbe aristocratico, come indicherebbe anche il nome (Colui che resiste sull'Ermo) che potrebbe alludere alle gesta di un guerriero suo avo nella guerra contro i Lidi.
Opera: testimonianze antiche attribuiscono a Mimnermo il ruolo di auleta e aulodo, cioè suonatore e probabilmente anche cantante delle proprie elegie. A questo è attribuito la stesura del poema elegiaco Smirneide, che trattava della storia della città e della battaglia vittoriosa degli smirnei contro i lidi. Il poeta alessandrino Callimaco (III secolo a.C.) distingue nettamente due fasi della produzione di Mimnermo, le cosiddette elegie tenui, composizioni brevi e molto simili agli epigrammi e quella che lui definisce la "grande donna" riferendosi al poema, lungo e formalmente poco curato.
Tematiche: l'antitesi giovinezza-vecchiaia è il sigillo personale della tematica di Mimnermo, triste visione della vita, dove una volta terminata per l'uomo l'età della giovinezza non resta nel panorama desolato di una triste esistenza altra via d'uscita se non la morte. Da non ritenere però che la sensibilità del poeta elegiaco conducesse ad un disinteresse della dimensione civile e politica in quanto i suoi stessi componimenti, trovavano ascolto e si esplicavano all'interno della dimensione simposiaca.

#### Teognide
Teognide è stato un poeta greco antico. Nacque probabilmente a Megara Nisea, nel Peloponneso, tra il VI secolo a.C. ed il V secolo a.C. da famiglia aristocratica. Ebbe ogni bene confiscato e dovette fuggire dalla patria in seguito alla vittoria politica della fazione democratica. 
Si rifugiò quindi a Megara Iblea, colonia siciliana di Nisea, tornando poi nella terra natale ancora dilaniata dalle lotte interne. Presso gli antichi godé fama di essere il migliore tra i poeti elegiaci, a tal punto che ogni produzione gnomica e sentenziosa di tal genere, qualora fosse di autore incerto, veniva attribuita a Teognide. Di lui resta una silloge di poco meno di 1400 versi dedicata a Cirno, il giovane eromenos da lui amato, affinché volesse seguire gli insegnamenti della virtù aristocratica.

#### Focilide
Focilide di Mileto è stato un autore greco attivo nella seconda metà del VI secolo a.C.; di lui non si sa pressoché nulla, anche se sono giunti ad oggi ampi frammenti della sua opera. Scrisse infatti una raccolta di sentenze morali in esametri che risultano autografate dallo stesso autore con l'espressione καὶ τόδε Φωκυλίδεω, anche questo (proverbio) è di Focilide. Da citare un frammento nel quale si fanno derivare ciascun tipo di donna da un animale particolare: la bella dal cavallo, l'indifferente dal maiale, l'operosa dall'ape. Focilide compose anche un poemetto didattico di circa 230 esametri, forse spurio, e in realtà attribuibile all'età alessandrina in quanto contenente precetti estratti dall'Antico Testamento e contrari all'etica greca; questo scritto ebbe comunque un grande successo nelle scuole dell'antichità.

#### Senofane
Secondo la tradizione, l'iniziatore dell'eleatismo fu Senofane di Colofone. Nato probabilmente nel 580 e il 565a.c., visse a lungo nei vari paesi della Grecia. Compose opere di poesia, dirette soprattutto contro Omero e contro Esiodo, e intramezzò i propri versi con riflessioni teologiche e filosofiche.
Il punto di partenza di Senofane è una critica risoluta contro l'antropomorfismo religioso proprio delle credenze comuni dei Greci. «Gli uomini - afferma Senofane - credono che gli dei abbiano avuto nascita e hanno voce e corpo simile al loro» (frammento 14). Per Senofane c'è una sola divinità, ed essa «non somiglia agli uomini né per il corpo né per il pensiero» (frammento 23). Quest'unica divinità si identifica piuttosto con l'universo, è un Dio-tutto e ha l'attributo dell'eternità: non nasce e non muore ed è sempre la stessa. Infatti, se nascesse, ciò significherebbe che prima non era; ma ciò che non è neppure può nascere, né può far nascere nulla.

### Lirica monodica (VII-VI secolo a.C.)
La lirica è monodica quando è organizzata in brevi strofe, regolarmente ripetute per non più di 30-40 versi, ed è affidata ad una voce solista. L'esecuzione del poeta era accompagnata dal suono della lira. Il dialetto usato in questo tipo di componimento era quello dell'autore stesso, un'eccezione nella lirica greca. I più importanti esponenti della lirica monodica furono Alceo, Saffo e Anacreonte, tutti del VI secolo a.C. Tuttavia la loro produzione appare il frutto maturo di una tradizione più lunga, di cui intravediamo soltanto qualche linea: ad esempio nel VII secolo a.C. ricordiamo Terpandro ed Arione. Il primo aveva operato soprattutto nel campo della musica ed aveva inventato la lira a sette corde. Si sarebbe poi trasferito a Sparta, dove avrebbe fondato la prima scuola di musica. Arione operò a Corinto, dando piena dignità al canto ditirambico, che appartiene tuttavia alla lirica corale.

#### Alceo

Saffo e Alceo, Lawrence Alma-Tadema (1881).

Grande poeta è stato Alceo, da molti considerato nemico dei tiranni, mentre era il semplice oppositore della fazione nemica vincitrice a Lesbo: la sua opera mirava infatti alla coesione del gruppo politico, con una celebrazione interna ed una propaganda contro gli avversari. Lui nasce a Mitilene, sull'isola di Lesbo, alla fine del VII secolo a.C. Quando era giovane sale al potere il tiranno Melancro, appoggiato dai suoi fratelli; in seguito la stessa fazione sarà vittoriosa portando al potere Pittaco. In uno scontro fra Mitilene ed Atene per il possesso del promontorio Sigeo, nei pressi di Troia, abbandona le celebri armi per salvarsi. Alceo ingiuria Pittaco di tradimento, ma dopo il suo governo non si hanno più notizie del poeta: la tradizione lo vuole morto in battaglia.
Gli inni aprivano ogni simposio, molto apprezzati dagli Alessandrini, tutti incentrati sulla tematica mitologica. I carmi di lotta, soprannominati στασιωτικά, erano solitamente invettive contro i rivali politici ed esortazioni a combattere: meta principale di questi attacchi era Pittaco. Un discorso a parte si dedica ai frammenti dell'allegoria della nave, nei quali la nave è la città, il mare le vicende politiche, la tempesta le battaglie: sarà un'allegoria fondamentale, apprezzata anche da Teognide, Orazio e Dante. Abbiamo anche carmi erotici, propriamente di amore cantato, in quelli definiti carmi metasimposiali, ossia che trattano del simposio in un canto simposiale. È presente anche l'antisimposio, ossia l'esortazione ad infrangere le regole stesse del banchetto (bere in pieno giorno, gozzovigliare la notte, accompagnarsi con gente indegna), comunque intrecciato alla tematica politica. Alceo ebbe fortuna per lo più in epoca arcaica e classica come fornitore di testi per il simposio.

#### Saffo

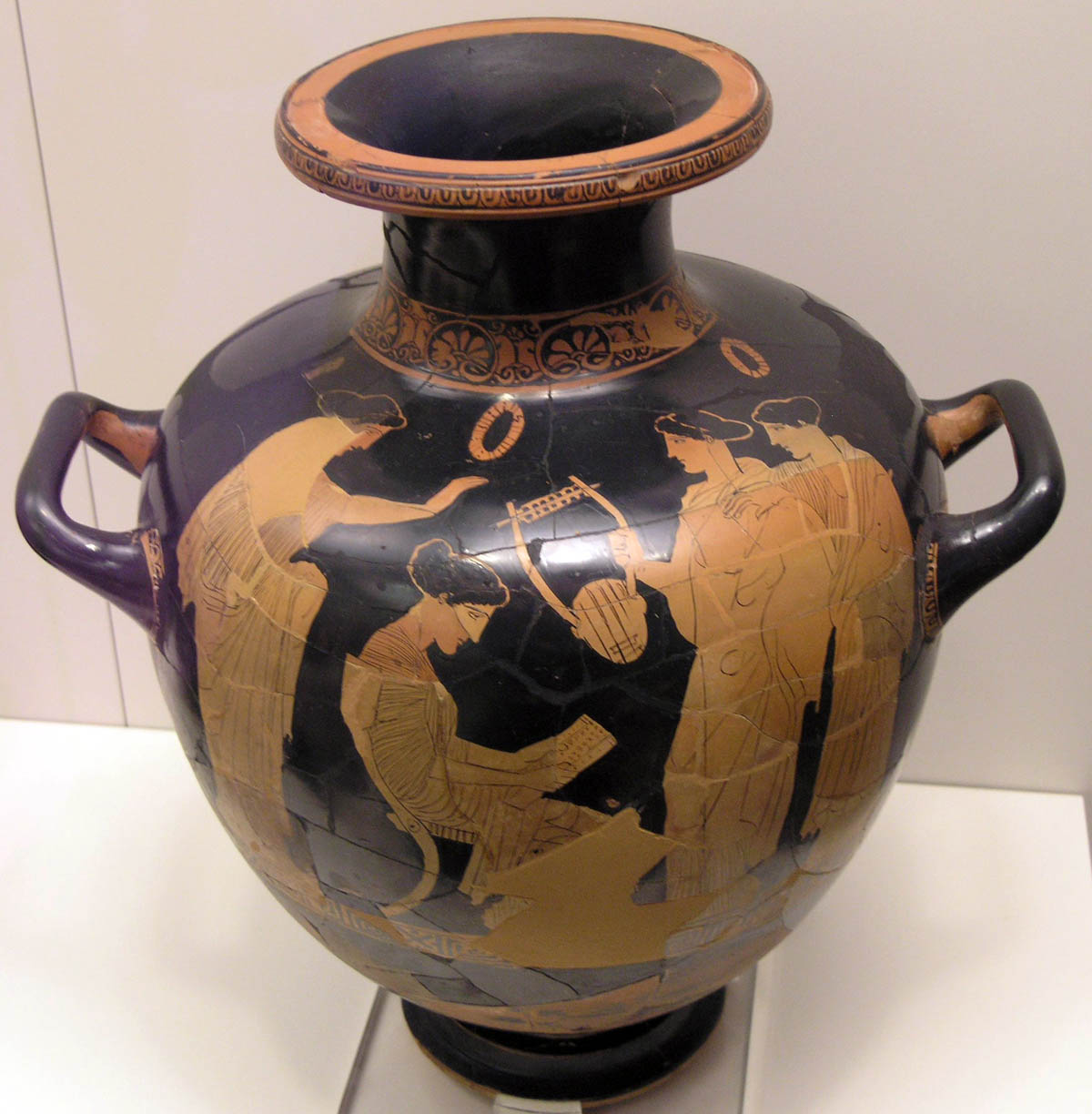
Saffo che legge (440 a.C.), Atene, Museo Archeologico.

Saffo è la prima voce femminile del mondo classico: nasce ad Ereso, sempre a Lesbo, forse intorno al 630 a.C. Sposa un uomo ricchissimo di nome Cèrcila, da cui ha la figlia Clèide, che compare in un frammento famoso. È miticamente non bella, motivo per il quale, secondo la leggenda, si getta dalla rupe di Lèucade dopo essere stata rifiutata dal traghettatore Faone. Il tiaso era l'istituzione in cui esercitava la funzione di educatrice, per preparare le ragazze al matrimonio e alla vita coniugale, tutte allieve di grandi famiglie.
La poesia saffica è prevalentemente d'amore, anche se non si discosta dalla funzione paideutica e religiosa. I carmi di congedo, a cui appartiene anche la cosiddetta "ode della gelosia" citata nel Trattato del Sublime, descrivono soprattutto l'allontanamento e il ricordo, in cui compaiono frequentemente elementi cultuali. Quello dell'amore omosessuale è solamente un equivoco, poiché le occasioni e motivi poetici sono molto più vari, che un rifugio di amori intimistici. Gli epitalami sembrano invece rivolti ad un pubblico più ampio, e dunque composti per l'esecuzione corale: ma è presente fortemente anche l'elemento popolare, con scherzi, immagini maliziose, ed apostrofi patetiche. Saffo è fedele, come Alceo, al dialetto locale ed è quasi integralmente omerica.

#### Anacreonte

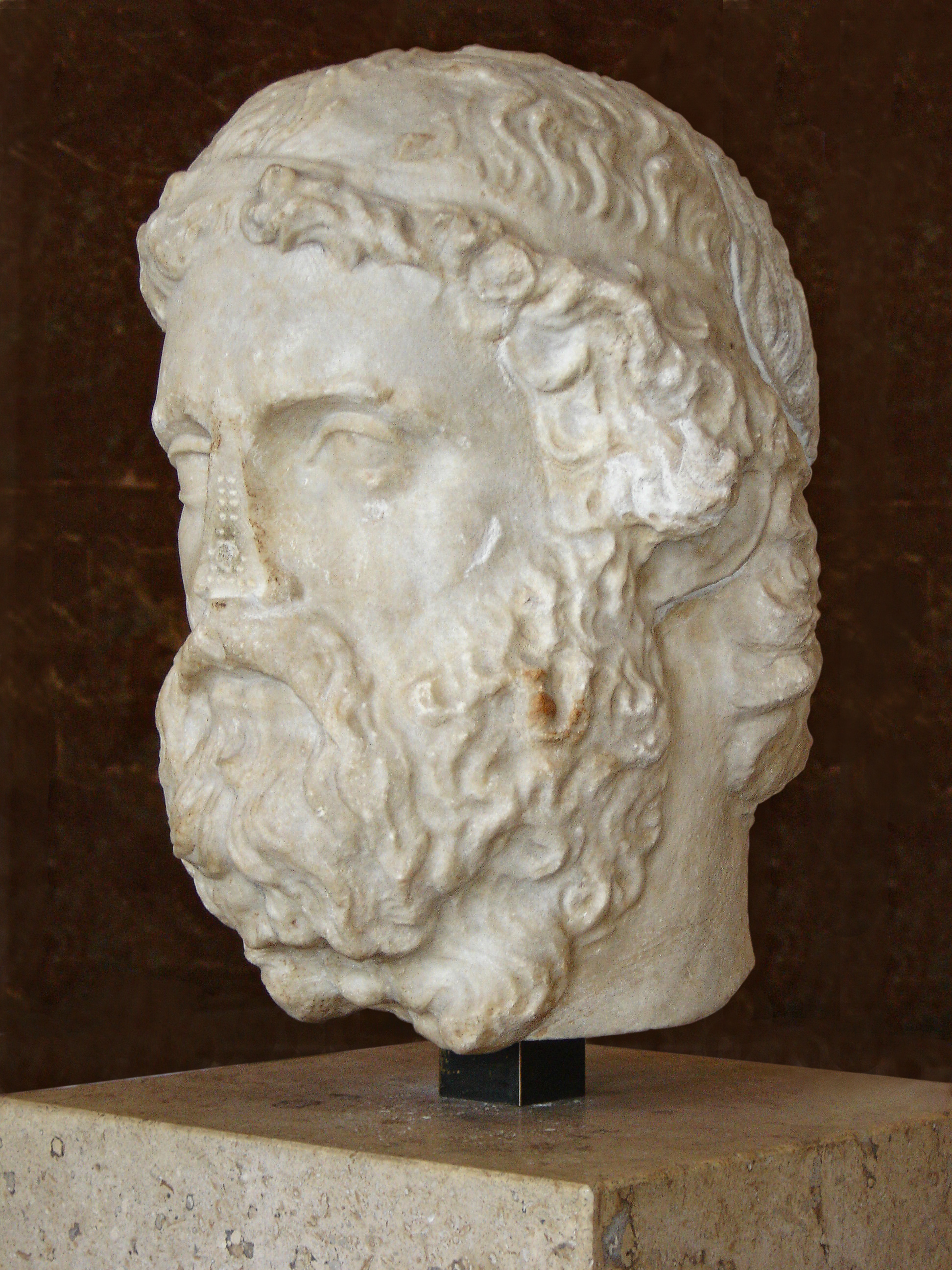
Anacreonte, marmo (II secolo), Parigi, Louvre.

Anacreonte è lontano dall'impegno politico di Alceo, segno soprattutto degli ambienti dove operò e della differente richiesta dell'uditorio: era un poesia finalizzata all'intrattenimento leggero. Nasce a Tei, città ionica dell'Asia Minore, probabilmente intorno al 570 a.C., da cui parte a venticinque anni perché attaccata dal generale Ciro Arpago; fonda dunque una colonia ionica sulla costa della Tracia. Soggiorna presso il tiranno Policrate di Samo e, una volta ucciso dai Persiani, viaggia fino ad Atene presso il figlio di Pisistrato, Ipparco, fino al suo assassinio nel 514 a.C. Dopo una breve parentesi in Tessaglia vi ritorna, celebrato da Crizia, uno dei Trenta Tiranni; tradizionalmente muore in tarda età intorno al 485 a.C.
Anche lui è autore di carmi metasimposiali, in cui celebra i simposi. I suoi carmi, molto legati alla tematica erotica, mostrano una ricerca della sorpresa, che ottiene con naturalezza inscenando un rapporto con la divinità. Tipica è una certa sensualità, che è soltanto parzialmente documentata dato lo stato e le modalità di conservazione dei suoi componimenti. Quando parla di personaggi bassi e popolani, si mostra come un osservatore divertito e a volte ironico, come sarà anche il suo pubblico. Anche se non traspare, la tematica politica doveva essere molto presente. Lo stile è strettamente funzionale ai contenuti: usa l'omerismo per conferire un tono parodistico ed ironico.

### Lirica corale (VII-VI secolo a.C.)
I canti corali greci accompagnati da strumenti musicali e dalla danza sono già descritti in Omero; questi riferimenti attestano la grande antichità di questo genere letterario, che ebbe la sua acme nel VI-V secolo a.C. e che fu anche quello che si protrasse più a lungo nel tempo, almeno fino al V secolo d.C.
Le fonti antiche attribuiscono le fasi conclusive di questa evoluzione a due poeti di Lesbo: Terpandro e Arione. Il primo è conosciuto soprattutto perché aumentò le corde della lira da 4 a 7 e fondò una scuola di musica a Sparta. Il secondo, Arione, perché elevò il ditirambo corale a dignità d'arte e introdusse dei satiri che parlavano in prima persona. Inserì anche nella tematica lirica il motivo mitico.
Gli antichi distinsero diversi tipi di poesia corale[senza fonte], anche se oggi le caratteristiche di queste distinzioni sfuggono. Una prima differenza intercorreva tra canti in onore degli dei e canti per uomini. Tra i primi erano:
l'Inno, rivolto a varie divinità;
il Peana, proprio del culto di Apollo;
il Ditirambo, sacro a Dioniso;
il Partenio, cantato da fanciulle vergini e dedicato ad Artemide;
il Prosodio, canto passionale;
l'Iporchema, la cui funzione era riservata ad accompagnare la danza.
Dedicati agli uomini erano:
l'Encomio, in onore di persone segnalatesi in diverse circostanze;
l'Epinicio, riservato ai vincitori delle gare sportive.
Un carattere intermedio tra sacro e profano era rivestito da:
il Threnos, eseguito nelle cerimonie funebri;
l'Imeneo e l'Epitalamio, cantati nelle cerimonie nuziali.
Lo strumento di accompagnamento musicale era la lira o il flauto.

#### Alcmane di Sardi
Alcmane di Sardi (in greco Ἀλκμάν) è stato un poeta greco antico vissuto nella seconda metà del VII secolo a.C. Giunse a Sparta come schiavo. Liberato studiò alla scuola di Terpandro e visse nella città gran parte della sua vita. La produzione poetica dell'autore venne raccolta dai filologi alessandrini in sei libri. L'ordine dato ai libri è oscuro ad eccezione dei primi due libri che contenevano i Parteni.
Alcmane di Sardi studiò generi vari. Celebri sono i suoi Parteni, ossia una forma leggera di lirica corale che svaria nei temi dalla solenne proposizione di un mito a motivi scherzosi o umoristici. I Parteni (da παρθένος, "vergine") venivano eseguiti da un coro di fanciulle nei rituali iniziatici che articolavano il processo di educazione della gioventù spartana, in particolare per le ragazze. Un tema ricorrente nei Parteni è l'amore. Scopo di questo procedimento pedagogico era infatti il compito delle ragazze nella società, di mogli e di madri e dunque era di fondamentale importanza delle leggi che regolano la sfera dell'eros. Notevoli sono i frammenti che descrivono la quiete di un paesaggio notturno in Laconia o il lamento del poeta che vorrebbe essere un cerilo, vale a dire il maschio degli alcioni che una volta invecchiato viene trasportato dalle femmine sul mare. Nel XIX secolo tornò alla luce un intero Partenio che celebrava la vittoria dei Dioscuri sugli Ippocoontidi.
Di Alcmane resta un centinaio di frammenti. È il primo poeta a sostituire la grande strofe corale composta da strofe, antistrofe ed epodo all'impostazione breve della lirica lesbica. La poesia corale è rivolta all'intera collettività, dunque l'uditorio di Alcmane era la comunità cittadina. Il poeta diventa il portavoce della vita associata e la poesia veniva cantata nelle cerimonie religiose di rilevanza sociale e politica.
Il dialetto di Alcmane è il dorico letterario caratteristico della lirica corale e presenta molti elementi comuni all'epos e alla lirica eolica. Frequenti sono gli elementi dialettali che completano l'impasto linguistico.

#### Stesicoro di Imera
Stesicoro, restituito da ritrovamenti recenti, è una figura interessante della letteratura greca perché scrive epica nel verso e nella strofe lirici. La lirica successiva avrà una narrativa epica meno realizzata, usata come supporto ad altri argomenti. Per Stesicoro l'epos è l'argomento principale del canto.
La Suda dà per i suoi estremi biografici le date 632-553 ca (sarebbe morto negli anni della 56ª Olimpiade) ma come in molti altri casi le informazioni biografiche sono incerte. Il Marmor Parium parla del poeta con date inaccordabili alla Suda. Stesicoro viene paragonato ad Omero per grandezza da Simonide che fu dunque suo successore.
La città d'origine del poeta omerico è per varie fonti Imera, una colonia fondata da Zancle, per altri testimoni Metauro/Matauro. Stesicoro ebbe legami dunque con la Magna Grecia; il Marmor Parium descrive il suo arrivo in Grecia ma la sua tomba pare sia nella terra d'origine, a Catania. Scrive temi e argomenti del genere epico e di gran lunghezza (sappiamo dalle note sticometrice ai righi dei papiri) ma in verso lirico. Ad eccezione di alcune parti i suoi versi devono aver subito la selezione delle feste greche, come sarebbe accaduto alle tragedie.
I riferimenti cronologici lasciano molta incertezza; possiamo però dividere l'opera secondo il metro: dattilo-anapesti, dattilo-epitriti misti e puri. La Geroneide racconta dell'eroe Eracle che uccide il mostro Gerione per aver sottratto il bestiame al Sole. Per la critica odierna Stesicoro esibisce una conoscenza geografica di luoghi e città occidentali notevole. Dall'arte figurativa come dal testo di Stesicoro e da alcuni mitografi sappiamo che Gerione è un mostro spaventoso. L'autore fa, in imitazione d'Omero, una descrizione epica pressoché gloriosa della sua morte, con grande ricchezza di particolari e dettagli.
Altro carme con protagonisti eroi dai frammenti incerti è “Cacciatori del Cinghiale”. Seguono “Distruzione d'Ilio” ed “Erìfile”. La “distruzione d'Ilio” raccontava l'ultima battaglia di Ilio e la distruzione da parte degli Achei. L'Erìfile racconta di Anfiarao tradito dalla moglie. I carmi Elena e Palinodia rivestono un certo interesse: nel primo l'eroina Elena messa in cattiva luce tradisce Menelao in ragione di Paride; componendo invece la Palinodia il poeta cambia versione e riabilita Elena: arrivò a Troia solo un “idolo” con i caratteri esterni di Elena.
I carmi noti come Nostoi”richiamano l'Odissea ma con collegamenti degli eroi in cambiamento rispetto alla mitologia omerica: Agamennone viene ricollegato a Sparta e il giovane Oreste (o Agamennone) viene detto Plìstene. La storia del “Papiro di Lilla” narra la spartizione dei beni di Edipo da parte della sua moglie-madre innominata che sia Omero che Sofole fanno morire prima; prevalgono i discorsi diretti. Seguono frammenti del “Cerbero” e della “Scilla”, in alcuni casi di un certo interesse: Stesicoro è il primo ad introdurre un Ercole con la clava e la pelle di leone che è un vero e proprio predone. Questa figura di Ercole è un'innovazione.
È stata spesso svalutata come falsa la notizia che Stesicoro avrebbe composto carmi pederotici, in alcuni casi perfino per i problemi morali che implicherebbe ma è probabile che abbia composto produzioni erotiche per le feste come ha fatto gran parte dei poeti pubblici legati al simposio. Come affermato da Quintiliano Stesicoro fa dell'epica la parte principale del suo canto che sembra appunto un' “epica lirica”. Per questa ragione e per la somiglianza ai poeti di lingua dorica è stato a volte definito poeta “corale”. Stesicoro invade il campo di Omero: cambia il metro dell'epica come un rielaboratore stilistico di miti.
Il passaggio del poeta in Occidente come in Grecia è attestato da varie fonti: pare evidente che lavorò per i più diversi committenti producendo composizioni di varia natura per occasioni locali. Il suo dorico viene mediato in modo da essere rappresentante letterario nell'epos: Stesicoro usa una lingua “dorizzata con parsimonia”. Per Quintiliano ha mancato l'essenzialità di Omero con un eccesso di ricchezza stilistica: mette ogni evento epico in descrizione integrale con ritmo lirico (epici carminis onera lyra sustinentem) e racconta ogni avvenimento con moltissimi particolari.
Il ritmo stesicoreo presenta una variazione rispetto al ritmo omerico: spezzando la continua alternanza breve-breve-lunga della sequenza anapestica trovò come alternativa i dattilo-epitriti. La soluzione di continuità è la presenza del piccolo elemento lunga-breve-lunga che aggrega in maniera variabile alla cellula esametrica. La triade strofe, antistrofe ed epodo che gli antichi attribuivano a Stesicoro è presente nel precedente Alcmane.
La grande fortuna di Stesicoro e la sua notorietà andarono scemando a differenza dei suoi temi; ha nuociuto la complessità della sua metrica, eccessiva per un canto orale che avrebbe continuato in età ellenistica. La rielaborazione di epos passò alla scena drammatica, le vicende mitiche maggiori e minori divennero tragedia. I tragici tenevano in gran considerazione la sua opera, considerata ovvia tanto da nominarla di rado.

#### Ibico di Reggio
La scarsa documentazione che ci rimane non permette di vedere nei dettagli il ruolo di Ibico nella letteratura, ruolo che fu comunque molto importante. Nel comune sentire fu considerato un allievo erotico-simposiale di Stesicoro, nonché “poeta di corte” e corale. Oggi si tende a rivedere la prima e l'ultima di queste definizioni. Scrisse carmi simposiali, epica lirica e probabilmente in parte lirica corale.
Nacque a Reggio nella prima metà del VI secolo a.C. da cui espatriò, secondo l'aneddoto, per evitare di diventare tiranno della città: giunse così a Samo alla corte di Policrate dove si trovava Anacreonte. Vari significati può avere la storia della sua morte: mentre viaggiava fu ucciso da briganti ma nei suoi ultimi istanti chiese vendetta ad alcune gru. A teatro un brigante si tradì vedendo una serie di gru e gridando che era “la maledizione di Ibico”; l'episodio poteva darsi per il nome di Ibico, simile a quello di un uccello in greco o per i soldi che fruttavano ad un itinerante le prestazioni poetiche.
La sua fama è legata alla poesia d'amore. Riguardo ai carmi simposiali si tratta significativamente di lodi e furono considerate dagli alessandrini come indirizzate ad un destinatario. È in generale una poesia leziosa. Solo in alcuni casi troviamo invece un indirizzo drammatico della voce narrante, pur rimanendo sul tema d'amore.
Nel campo dell'epica lirica gli stessi antichi in molti casi non sapevano se attribuire la poesia di Ibico a Stesicoro o viceversa essendo sostanzialmente dello stesso tipo. Tuttavia nei versi del poeta Ibico non si nega e non si risparmia la tematica amorosa, che sarebbe stata sottotono in Stesicoro, e la lode di nomi celebri di qualche giovane aristocratico: anche così egli fece fortuna. Stesicoro canta soprattutto gli eroi e le loro azioni, Ibico li usa più esplicitamente come portavoce di una lode.
Fu abitualmente definito corale, una definizione data anche a Stesicoro e ad altri. In realtà la sua non è poesia corale ma monodica anche se tra tante testimonianze abbiamo ancora qualche racconto di episodi corali tratti da Ibico per feste religiose. Era il genere dei carmi religiosi, tra mitico e celebre, tipico di Pindaro o Bacchilide. Ibico usa il dialetto di Stesicoro con una più ricca aggettivazione definita “barocchismo”. Ha una preferenza per la sequenza dattilica e la composizione triadica con strofe semplici. Se gli antichi lo consideravano grande, l'eccessivo uso aggettivale sembra infastidire i moderni.

### Melica tardoarcaica (VI-V secolo a.C.)
Per "melica tardoarcaica" si intende l'ultima parte della melica arcaica, cioè quella che comprende all'incirca la seconda metà del VI e la prima metà del V secolo a.C. Nella melica tardoarcaica prevalgono l'epinicio, il threnos, o canto funebre e, in misura minore, il canto religioso, con diverse innovazioni tematiche e stilistiche. La poesia in questo periodo diventa a tutti gli effetti un costoso bene di lusso e i poeti possono comporre per questo o quel ricco committente (aristocratici, tiranni, grandi borghesi) con un sempre maggior guadagno. La lingua rimane prevalentemente omerica, pur con apporti dialettali locali come nel caso di Corinna.
Il richiamo al mito è costante anche se, specie nel caso di Pindaro, esso viene depurato degli elementi più "scandalosi" (ad esempio l'antropofagia) per adattarlo alla committenza, che è ancora prevalentemente aristocratica. Contemporaneamente si va rafforzando la schematizzazione delle figure e la sistematizzazione della retorica. I dattilo-epitriti negli epinici affiancano sempre più spesso le sequenze anapestiche tradizionali dell'epos (mentre in alcuni casi si fa largo uso del dimetro coriambico). La complessità stilistica va rapidamente aumentando fino al cosiddetto "barocco narrativo" di Bacchilide ma la musica d'accompagnamento sembra rimanere severamente uniforme.

#### Simonide
Simonide nasce sull'isola di Ceo delle Cicladi nel 556 a.C.: di lui sappiamo solamente che viaggiò moltissimo. Risiede ad Atene presso Ipparco, da cui si allontana, per poi tornare con le guerre persiane. Infine giunge alla corte di Ierone di Siracusa, dove copre il ruolo di ambasciatore, fino al 468 a.C., quando muore forse a Siracusa. Era un grande autore di epinici, ossia canti che celebravano i vincitori degli agoni sportivi delle grandi feste, di cui viene considerato l'inventore. In questi componimenti è molto forte il carattere popolaresco, probabilmente dovuto alle origini d'improvvisazione popolare di questi carmi. Altro genere forte erano i θρῆνοι, ossia i lamenti funebri, in gran parte inseriti in un rituale celebrativo molto solenne; fra i tanti, il più celebre è quello dedicato alla battaglia delle Termopili.
Ma le sue grandi innovazioni appartengono agli scoli simposiali, in cui oppone per la prima volta dei valori relativi, meno eroici e più umani, alla ricerca di un nuovo ideale. Tocca la sfera della responsabilità individuale: può permettersi tali affermazioni grazie alla grande fama acquisita in tutta la Grecia. La sua capacità di esprimere il pathos è sintetizzata in una delle sue opere più celebri, il Lamento di Danae, campione della sua grande abilità. La lingua dei suoi componimenti è sul solco della tradizione, con la solita deferenza verso Omero; la sua chiarezza viene apprezzata dall'Anonimo del Sublime.

#### Pindaro

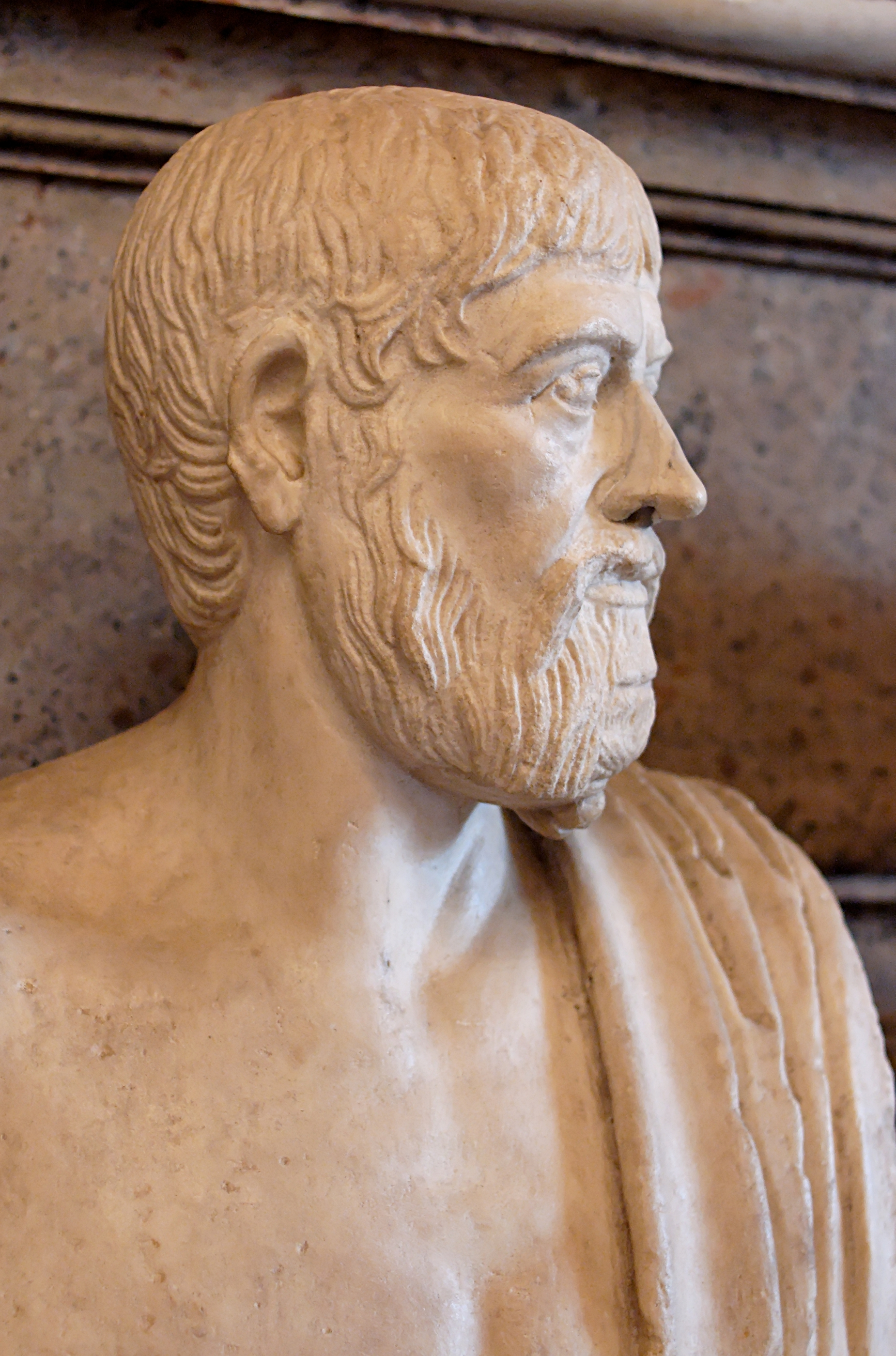
Pindaro, marmo (V secolo a.C.), Roma, Musei Capitolini.

Pindaro è il celebratore aulico della vittoria sportiva, parte di valori sentiti come perenni: tuttavia lo sport in sé ha in lui poco spazio. Nasce a Cinoscefale, nei pressi di Tebe, fra il 522 e il 518 a.C., forse di nobile famiglia, studia ad Atene; durante questo periodo avvengono le grandi battaglie delle guerre persiane (490 a.C. a Maratona, 480 a.C. a Salamina), ma nei suoi componimenti non se ne trova notizia: Tebe infatti aveva appoggiato i Persiani. Anche lui giunge da Ierone di Siracusa, ma la leggenda biografica lo fa morire nel 438 a.C. L'edizione alessandrina di diciassette libri era costituita da quattro libri di epinici (per le feste Olimpiche e nemee di Zeus, pitiche di Apollo ed istmiche di Poseidone) e di altri canti religiosi, θρῆνοι, carmi simposiali, di cui rimangono pochi frammenti.
Come in Simonide, ritorna il tema della concorrenza fra arte figurativa e poesia, con una netta vittoria della seconda: più che affermazioni ideologiche, si tratta di mera propaganda per la propria attività. Pindaro crede che la poesia sia un'arte innata, elitaria e vede nei destinatari una certa selezione, determinando la cosiddetta stratificazione dei messaggi: pochi possono coglierne il senso profondo. Occasione principale dell'epinicio è la vittoria sportiva ma il mito e l'evento sportivo vengono trattati marginalmente, poiché considerati già noti. Problema della critica moderna e non antica è stato quello della unità dell'epinicio, legato anche ai celebri voli pindarici: ma va ricordato che il tema centrale era la lode del vincitore, tutto il resto non era nient'altro che cornice. I suoi principali committenti erano tiranni, aristocratici, e più in generale ricchi borghesi. Il resto della sua produzione letteraria si divide fra i canti religiose, più abbondanti, e gli encomi funebri, su cui tuttavia Simonide certamente prevaleva. Ci rimangono anche alcuni scolii, in cui intreccia motivi tradizionali a personaggi a cui era legato amichevolmente. Con lui l'epos e il mito tornano alla loro antica funzione, ossia di proporre modelli eroici di comportamento. È un'etica dell'assoluto, contrapposta a quella relativistica di Simonide, quest'ultima presto vincente. La sua lingua è un impasto artificiale di lingua epica ed innesto dorico, pur sempre moderato. La sua opera ha grande fortuna fin dall'inizio.

#### Bacchilide
Bacchilide, nipote di Simonide, nasce sull'isola di Ceo, coetaneo di Pindaro (intorno al 520 a.C.): fu allievo dello zio, con cui andò in Sicilia. Non si hanno tracce della sua attività posteriori alla metà del V secolo a.C. Di lui abbiamo quattordici epinici, di cui quattro per Olimpia, due per Pito (Delfi), tre per l'Istmo e tre per Nemea: si distingue per l'interesse nei confronti dello sport e per la festa. I suoi sei ditirambi sono quelli che danno più spazio al mito, ognuno con un titolo: l'intitolazione mostra dunque un certo apprezzamento per la narrazione del racconto. Anche lui compose comunque carmi monodici per il simposio, con cui realizza affermazioni metapoetiche. Lo stile è a volte sovrabbondante, con epiteti doppi e tripli: c'è una certa dose di barocco, unito comunque ad un'innegabile eleganza ed una vivida descrizione.

#### Corinna
Corinna racconta soltanto storie locali beotiche: ma non è una figura regionale benché descriva solamente fatti locali e frequenti meno dei suoi colleghi i centri panellenici. Di lei sappiamo che nasce a Tanagra, e che scrive cinque libri, più alcuni epigrammi e diversi componimenti lirici. La sua è una poesia narrativa, come quella di Stesicoro: dunque epica lirica, e quindi monodica.